# USS Mount Whitney (LCC-20)
O USS Mount Whitney é um navio de comando da classe Blue Ridge, da Marinha dos Estados Unidos. É o navio-almirante da Sexta Frota dos Estados Unidos, bem como o navio de comando e controle da Joint Command Lisbon e do Commander Striking Force NATO.
O Mount Whitney e o seu gémeo Blue Ridge estão equipados com múltiplos equipamentos de telecomunicações e de controlo operativo para a direcção de complexas operações navais e terrestres. A forma dos seus cascos é semelhante à dos porta-helicópteros da classe Iwo Jima e têm uma propulsão análoga. O convés de aterragem de helicópteros fica à popa.
O navio recebeu o seu nome do pico Monte Whitney, localizado nas montanhas Sierra Nevada da Califórnia.